# Titivillus
Titivillus je demon za kojeg se kaže da unosi pogreške u rad pisara. Prvo spominjanje imena Titivillus nalazi se u djelu iz oko 1285. godine Tractatus de Penitentia Ivana od Walesa (Johannes Galensis). Atribucija se također pripisuje Cezariju iz Heisterbacha. Titivillus je opisan i kao sakupljač besposlenih razgovora tijekom crkvene službe, te krivo izgovorenih, promrmljanih ili preskočenih riječi službe, kako bi ih odnio u pakao da se uzmu u obzir protiv prijestupnika. 
Nazivaju ga demonom zaštitnikom pisara jer Titivillus pruža dobar izgovor za pogreške koje se uvlače u rukopise u prijepisu.
Marc Drogin primijetio je u svojemu priručniku s uputama Srednjovjekovna kaligrafija: njezina povijest i tehnika iz 1980. godine da je "proteklih pola stoljeća svako izdanje Oxfordskog rječnika engleskog jezika navodilo netočnu referencu stranice za fusnotu za najranije spominjanje Titivilla."
Titivillus je dobio širu ulogu kao subverzivna figura fizičke komedije sa satiričnim komentarima o ljudskim taštinama u kasnosrednjovjekovnim engleskim misama, kao što je ludicum koji završava Towneleyev ciklus. Ima antagonističku ulogu u srednjovjekovnoj engleskoj predstavi Čovječanstvo.